# Ryōhei Katō
Ryōhei Katō (加藤 凌平?, Katō Ryōhei; Numazu, 9 settembre 1993) è un ginnasta giapponese vincitore di una medaglia d'argento alle Olimpiadi di Londra 2012 e oro olimpico a Rio de Janeiro 2016 nel concorso a squadre.

## Carriera
Reduce dalla medaglia d'argento vinta alle Olimpiadi di Londra 2012 nel concorso a squadre, Katō ha vinto un oro al corpo libero e due bronzi alla sbarra e nella gara a squadre alle Universiadi di Kazan' 2013. Ai Mondiali di Anversa 2013 si piazza secondo nel concorso individuale dietro il connazionale Kōhei Uchimura.
Ha fatto parte della nazionale giapponese campione del mondo a Glasgow 2015 e, insieme a Kenzō Shirai, Yūsuke Tanaka, Kōhei Uchimura e Kōji Yamamuro si è laureato campione olimpico  nel concorso a squadre a Rio de Janeiro 2016.